# 오빠밴드
오빠밴드는 2009년 6월 21일부터 10월 25일까지 문화방송에서 방영하는 일요일 일요일 밤에 코너로 일요일 오후 5시 20분부터 방송되었던 예능 프로그램이다. 시청자들에게 좋은 반응을 얻고 있었으나 시청률 부진으로 2009년 10월 19일, 오빠밴드 첫 번째 콘서트이자 마지막 콘서트 꿈 (Dream On)을 끝으로 폐지되었다.

## 멤버
| 이름   | 포지션                         | 별명                                                | 캐릭터 |
| ------ | ------------------------------ | --------------------------------------------------- | --- |
| 신동엽 | 베이스 / 코러스                | - 진지남 - 목데빌                                   | 대한민국 최고의 예능MC. 웃음이 많은 예능 MC였으나 베이스만 잡으면 웃음을 잃게된다. 그래서 생긴 별명이 진지남. "나 ~했던놈이야" 외치며 베이스 자리를 지키려하나 가끔 위협적인 순간이 다가온다. 연출자가 가족 이라서 웃음을 잃는대신 자신의 편집부분에 우위를 점하고있다. 노래만 부르면 목데빌로 변신한다. |
| 탁재훈 | 보컬 / 드럼 /하모니카 / 코러스 | - 아동탁(OO탁) - 탁씨 - 데릴사위                    | <OO탁>이란 수많은 별명이 있는만큼 막개그 막뮤직의 지존. 아동스러운 행동과 음악에 구멍 역할을 한다해도 미워할 수가 없다. 가끔 잭을 빼는 수모를 당해도 오빠밴드내 가장 존재감이 큰 멤버이다. 애드립으로 나오는 즉흥곡이 매력적이다. 하모니카는 그의 분신이며 가끔 음악신이 내려오기도 한다. 잡다한 만능기술을 보유하고 있다. (봉춤, 호루라기, 가짜라틴어,닭싸움,수박연주..등등)                                                    |
| 유영석 | 키보드 / 리더 / 코러스         | - 유마에 - 늙은하늘 - 점마에 - 아줌마               | 밴드 마스터로 멤버들을 가르치고 이끌어 나간다. 그러나 건마에(김건모)와 록마에(유현상)로 인해 자신의 위치감이 흔들린적도 있다. 귀에 위치하는 점 이 포인트이다. 화가나면 빨간불이 들어온다는 소문도 있다. 여성게스트만 나오면 강해지며 일어나 키보드를 연주한다. |
| 김구라 | 매니저 / 코러스                | - 김이사 - 턱                                       | 언제나 꾸겨진 표정으로 멤버들에게 막말을 던진다. 멤버들의 스케줄과 제작에 기여하고있다. 구수한 입담으로 음악지식을 전하고있다. 가끔 참여하는 음악표현이 시원스럽다. |
| 성민   | 2nd기타 / 보컬 / 코러스        | - 병아리 - 싸움닭(OO닭) - 5만눈빛 - 록(Rock) 병아리 | 귀여운 외모와 동안얼굴로 병아리라는 별명이 생겼다. 그러나 음악에 따라 록마에에게 하사받은 5만눈빛으로 변한다. 절친 정모에게 가끔 싸움닭으로 변한다. 밴드내 가장 많은 팬을 지니고 있으며 가끔 형들의 질투를 받기도 한다. 여린외모와 달리 실속있는 부분이 있다. 지각도 용서되는 아이돌웃음을 지니고 있다. 그리고 해외에서 돌아오면 형들의 간식거리를 항상 사오곤 한다.                                                             |
| 김정모 | 1st기타 / 드럼 / 코러스        | - 천재소년 - 트랜스                                 | 고독한 로커 이미지였으나 밴드내 구멍난 부분을 채워주는 록밴드 경력을 지닌 멤버다. 주로 구멍탁의 부분을 채워준다. 아이라인은 그의 분신. 절친 성민과 투닥거리면서 항상 붙어있는다. 보컬에 약하지만 피아노, 기타, 드럼에 능숙하며 오빠밴드의 사고 처리반 역할을 해주고 있다. 땅에서는 소극적이나 하늘에서는 작업맨으로 변신한다. 가끔 음악외적인 부분에서 부실한 모습을 보인다. 뛰어난 연주실력으로 유영석으로부터 이쁨을 받고있다. |
| 서인영 | 보컬 / 코러스                  | - 신상녀                                            | 오빠밴드 홍일점. 음악도 당당하게 패션도 당당하게 입담도 당당하게, 당찬 모습으로 오빠밴드내 힘을 불어준다. 악보를 볼줄 모르는 약점을 지니고 있다. 강한입담으로 아동탁의 투덜거림을 잠재운다. 골반털기 가 특기이며 가창력이 뛰어나다. |
| 홍경민 | 드럼 / 코러스                  | - 모범생 - 홍드럼                                   | 오빠밴드에 들어와 동엽이 웃음을 잃었다면, 경민은 언어를 잃었다. 그나마 힘들게 입을 열어도 타이밍놓치기가 반복되고있다. 그러나 색소폰, 기타, 베이스, 드럼, 보컬 등 고루 갖춘 재능으로 팀내 불안한 부분에 힘이 되어준다. |

## 방영 목차
- 정규 멤버 : 유영석, 탁재훈, 신동엽, 김구라, 슈퍼주니어 성민, 트랙스 김정모
- 하차 멤버 : 박현빈(1회)
- 중도 영입 멤버 : 쥬얼리 서인영(2회~), 홍경민(7회~)

| 회                         | 방영 일자        | 제목 (내용)                                                | 게스트 | 연관어 |
| -------------------------- | ---------------- | ---------------------------------------------------------- | --- | --- |
| 일밤 2부 《오빠밴드》 시작 |                  |                                                            | | |
| 1023                       | 2009년 6월 21일  | 1화 - 첫 만남 / 라디오 첫 출연                             | 현영, 뮤직파티 스탭들 | 통계청, 드럼계의 테리우스 |
| 1024                       | 2009년 6월 28일  | 2화 - 아동탁 집들이 / 가족 콘서트                          | 멤버 가족들, 멤버 친구들 | |
| 1025                       | 2009년 7월 5일   | 3화 - 엠티                                                 | 티파니 | 봉탁, 정모의난 꼬꼬탁 |
| 1026                       | 2009년 7월 12일  | 4화 - 엠티, 병원공연 / 록마에 밴드수업                     | 티파니, 유현상(록마에), 김도균 | 록마에, 오만쌈닭, 5만,일밤봐 |
| 1027                       | 2009년 7월 19일  | 5화 - 김건모 부산콘서트                                    | 김건모(건마에), 김창환, 박미경 | 건마에, 개방현 , 바운스 |
| 1028                       | 2009년 7월 26일  | 6화 - 몰래카메라 / 슈퍼주니어 콘서트                       | 슈퍼주니어 | 바나나우유, 오열정모 |
| 일밤 1부 로 재편성         |                  |                                                            | | |
| 1029                       | 2009년 8월 2일   | 7화 - 경포대 단독 콘서트                                   | | 유마에의 3포인트 |
| 1030                       | 2009년 8월 9일   | 8화 - 남산 출장공연 / 기자 간담회 D-4                      | | 코끼리 수박 하모니카, 기자송, 다이하나 |
| 1031                       | 2009년 8월 16일  | 9화 - 오빠밴드 특집                                        | 기자, 이서진, 조민기 | 오짜밴드, 환자밴드 |
| 1031                       | 2009년 8월 16일  | - 1부 : 기자간담회 - 2부 : 오빠밴드의 꿈 (스페셜 편집재방) | 기자, 이서진, 조민기 | |
| 1032                       | 2009년 8월 30일  | 10화 - 제 1회 쪽지시험 / 자작곡 전지훈련                   | | 옥수수 하모니카, 병아리 베이스, 한민관 댄스 |
| 1033                       | 2009년 9월 6일   | 11화 - 안미리 초등학교 / 안미리 초등학교 콘서트            | 안미리 초등학교 학생들과 선생님들, 학생들의 학부모님들                                                                            | |
| 1034                       | 2009년 9월 13일  | 12화 - 독산고등학교 / 독산고 개학식 콘서트                 | 독산고 학생들과 선생님들 | 귀신 병아리, 탁 감독 |
| 1035                       | 2009년 9월 20일  | 13화 - 가평 여행 MT / 가평 펜션 콘서트                     | 슈퍼주니어 김희철, 한국교원대, 성신여대, 서울예대, 세종대 학생들                                                                  | 트위스트, 크레이지 드럼 (Crazy Drum), 웃음이 없어 |
| 1036                       | 2009년 9월 27일  | 14화 - 오빠밴드 사랑의 러브 콘서트                         | 11쌍의 커플 | 바가지 브라더스, 바가지 탁, 사랑의 부비부비, 사랑의 바가지, 사랑의 합주, 사랑의 모자댄스, 고려 태권도 3단, 난폭 병아리 |
| 1037                       | 2009년 10월 4일  | 15화 - MBC 제33회 대학가요제                               | 박현호 PD, 대학가요제 작가, 이승철, 알렉스, 이효리, 대학가요제 출연자들, 윤종신, 김태호 PD, 오연수, 이재황, 쥬얼리 멤버들, 백지영 | 소독탁, 진지탁, 숭구리당당, 인천대학교, 코러스 3인방 |
| 1038                       | 2009년 10월 11일 | 16화 - 홍대 미니 리메이크 공연                             | 에픽하이, 인순이, 홍대, 연대, 성균관대... 록밴드 학생들                                                                           | 한국의 듀란듀란, LP 카페, 녹초탁, 족제비 탁, 명예탁, 콩가탁, 아이디어맨, 힙합탁, 뽕탁, 칙칙탁, 탁마에 추종자들, 애드리브 천국, 초미니 하모니카, 안되겠지 댄스, 뽕마에, 긴장병아리, 병아리 수난, 구라리요, 몰라, 칙칙이 남매                     |
| 1039                       | 2009년 10월 18일 | 17화 - 오빠밴드 유료공연 가격책정 옥션 공연                | 차태현, 김장훈 | 소리나는 핫도그, 집단반발, 4:6 가르마, 병아리 웨이터, 김구라 코러스 금지, 노익장, 골반연주, 낙오자, 기타형제, 폭풍댄스, 메탈 차, 명품황제 기부천사, 김마에, 밥말리메탈, 앉았다 섰다 병아리, 댄싱 하모니카, 마이클 잭슨, 쇼핑송, 5만, 가성코러스 |
| 1040                       | 2009년 10월 25일 | 마지막 화 - 오빠밴드의 마지막 콘서트 꿈 (Dream On)         | 샤이니, 쥬얼리 하주연, 김동현, 성신여대 기악과 관현악부 학생들                                                                    | 물티슈, 아동탁의 로망, 부활 드럼탁, 목데빌 부활, 산타 홍, 박춘석, 다래끼 시계, 영상편지, 지휘자 유마에, 턱쏠림 |

- 2009년 7월 5일과 12일 방송분에서 보컬 서인영이 쥬얼리 태국 콘서트 일정으로 참여를 못했다.
- 2009년 7월 19일 방송분에서 리더 유영석이 오빠밴드 촬영 도중에 무대 위에서 떨어져 갈비뼈 3개가 부러져 김건모 콘서트 게스트에 나오지 못했다.
- 2009년 8월 23일은 故김대중 前대통령의 서거로 국장을 애도하며 결방하였다.
- 2009년 10월 4일 방송분에서 막내 성민이 대학가요제 당일 슈퍼주니어 해외일정으로 대학가요제에 불참했다.

## 밴드활동

### 미디어
- 현영의 뮤직파티
- 트랙스 김정모의 단독 인터뷰
- MBC <황금어장 - 라디오스타> 145회/146회
- 성모밴드[110] 인터뷰 1,2,3탄
- 유마에 유영석의 단독 인터뷰

### 공연
- 가족콘서트
- 김건모 부산 콘서트 게스트[111]
- 슈퍼주니어 콘서트 게스트[112]
- 8월 2일 경포대 공연[113]
- 8월 9일 남산공연
- 8월 16일 방영 기자간담회[114]
- 8월 30일 방영 매화미르 마을 자작곡 발표회 : <우승> 돈쓸 시간이 없다! - ATM(성민, 김구라, 홍경민)
- 9월 6일 방영 안미뜰밴드 조인 콘서트 : 안미리의 꿈 (성민작사) 발표
- 9월 13일 방영 독산 고등학교 개학식 축하공연[115]
- 9월 20일 방영 가평의 펜션 공연.[116]
- 9월 27일 방영 오빠밴드 러브 콘서트[117]
- 10월 4일 방영 MBC 제 33회 대학가요제 특별공연.[118]
- 10월 11일 방영 홍대 리메이크 미니 콘서트
- 10월 18일 방영 오빠밴드 유료공연 가격책정 옥션 콘서트
- 10월 25일 방영 오빠밴드 정식 콘서트 - 꿈 (Dream On)

### 기타
- 초빙수업 <첫 번째> : 백두산 - 유현상, 김도균
- 제1회시험 : 상위권 - 홍경민, 성민 / 중위권 - 김구라, 김정모, 신동엽 / 노력요망 - 탁재훈, 서인영
- 인순이의 성민 발성지도.

## 음악

### 공연곡
- 샌드페블즈 - 나 어떡해 (1화/2화/7화/15화) 보컬: 현빈, 슈퍼주니어 성민, 재훈
- 송골매 - 어쩌다 마주친 그대 (1화/2화/5화/9화) 보컬: 현빈, 쥬얼리 인영, 재훈
- 자우림 - 매직카펫라이드 (2화) 보컬: 쥬얼리 인영
- 러브홀릭 - 바람아 멈추어다오 (2화/) 보컬: 쥬얼리 인영
- 소녀시대 - gee (4화) 보컬: 소녀시대 티파니, 슈퍼주니어 성민
- <<개사곡>> 오빠가 왔네 (4화/8화) (원곡: 크라잉넛 - 밤이 깊었네)
- 키보이스 - 해변으로 가요 (5화/7화) 보컬: 쥬얼리 서인영
- 슈퍼주니어 - Sorry Sorry[119] (6화) 보컬: 오빠밴드 전원 (성민 제외[120])
- 쥬얼리 - 슈퍼스타 (6화) 보컬: 쥬얼리 인영
- 조용필 - 여행을 떠나요 (7화) 보컬: 재훈, 쥬얼리 인영
- <<자작곡>> 우리는 오빠밴드[121] - 레게버전 (7화) 보컬: 재훈
- 송창식 - 고래사냥 (7화) 보컬: 재훈
- 사랑과 평화 - 한동안 뜸했었지 (8화/9화)
- <<개사곡>> 다이하나[122] (8화/9화) ( 원곡 : Paul Anka - Diana)
- <<자작곡>> 기자송[123] (8화/9화)
- <<자작곡>> 난 나야[124] - 하이클래스:인영,영석,동엽 (10화) 보컬: 쥬얼리 인영
- <<자작곡>> 메아리[125] - 뽕Ⅱ:재훈,정모 (10화) 보컬: 재훈 코러스: 김정모
- <<자작곡>> 돈쓸 시간이 없다![126] - ATM (현금인출기) :성민,구라,경민 (10화, 마지막 화) 보컬: 슈퍼주니어 성민, 경민, 구라
- <<자작곡>> 안미리의 꿈[127] (11화) 보컬 : 슈퍼주니어 성민, 쥬얼리 인영
- 송골매 - 모두 모여라 (12화) 보컬: 재훈
- 라디오헤드 - Creep (12화) 보컬: 슈퍼주니어 성민
- 2NE1 - I Don't Care (12화) (김정모 기타 솔로)
- 김수철 - 젊은 그대 (12화, 13화, 17화) (12화 - 보컬: 재훈. 13화 - 보컬: 재훈, 슈퍼주니어 희철 17화 - 보컬: 재훈, 태현)
- 나미 - 슬픈 인연[128] (13화, 마지막 화) 보컬: 쥬얼리 서인영, 탁재훈 랩: 슈퍼주니어 희철 콘서트 때는 레게 버전 랩을 쥬얼리의 하주연이 참여했다.
- 이상은 - 사랑할거야 (14화) 보컬: 쥬얼리 인영, 슈퍼주니어 성민
- 최성수 - 풀잎사랑[129] (14화) 보컬: 재훈
- 영화 《내 사랑》 주제가 - 하와이안 커플 (Hawaiian Couple) (14화) 보컬: 쥬얼리 인영, 영석
- 무한궤도 - 그대에게 (15화/16화/마지막 화) 보컬: 쥬얼리 인영
- 심수봉 - 그 때 그 사람[130] (16화) 보컬: 쥬얼리 인영 랩: 에픽하이 타블로, 미쓰라 진
- 인순이 - 밤이면 밤마다[131] (16화) 보컬: 슈퍼주니어 성민
- 아동탁 탁재훈 - 내가 선택한 길[132] (16화, 마지막 화) 보컬: 재훈
- 차태현 - 이차선 다리 (Rock Version) (17화) 보컬: 태현
- 티삼스 - 매일매일 기다려 (17화) 보컬: 태현
- 봄 여름 가을 겨울 - 봄 여름 가을 겨울 (마지막 화) 보컬: 동엽
- 015B - 이젠.. 안녕.. (마지막 화) 보컬: 오빠밴드
- Mr.Big - To Be With You (마지막 화) 보컬: 경민

<시청자 사연곡>
- 찔러송 / 수능송 / 프로포즈송 / 교포송 / 어머니 힘내세요 /

<미니 자작곡>
- 터널송 / 부산송
- 타쿠재후노's 오빠밴드 : 라틴버전, 한국어, 일본어 (3화, 마지막 화 재훈)
- 구구단송 (3화 영석)
- 라티노 애드리브송 (3화 재훈)
- 쇼핑송 (17화 재훈)

### 연주곡
- 오수재너 (탁재훈 - 하모니카)[133]
- 주다스 프리스트 - Breaking The Law, Before The Dawn (1화 탁재훈)
- 메탈리카 - Master Of Puppets (1화 김정모)
- 윤수일 - 황홀한 고백 (2화: 보컬테스트)
- 밥 딜런 - knockin' on Heaven's Door (2화 성민 & 김정모)
- 마이클 잭슨 - Billie Jean, You're Not Alone (3화: 공연연습)
- 캔자스 - Dust in The wind (3화: 삼겹살파티)
- 스콜피언스 - Holiday (3화: 삼겹살파티)
- 게리 무어 - Still Got The Blues (4화 김정모 & 유영석)
- 백두산 - 반말마[134] (4화: 록마에수업)
- 스팅 - Shape of My Heart (5화 성민)
- 박진영 - 난 여자가 있는데 (5화 김정모)
- 리차드 막스 - Now and Forever (8화 성민)
- 이문세 - 붉은 노을 (12화: 공연연습)[135]
- 파헬벨 - 캐논 변주곡 (Rock Version) (마지막 화)[136]

### 배경 음악
- 익스트림 - Cupid's Dead (오프닝곡)
- 딥 퍼플 - Smoke on The Water
- 딥 퍼플 - Highway Star
- 레니 크라비츠 - Are You Gonna Go My Way (4화 기타 퍼포먼스)
- 퀸 - We Are The Champion (3화 닭싸움)
- 레드 제플린 - Whole Lotta Love
- 핑크 플로이드 - Another Brick in The Wall (10화 시험중)
- 스팅 - Englishman in New York (13화 성복역)
- 게리 무어 - Still Got the Blues (13화 청량리역)
- 무한궤도 - 그대에게
- 박효신 - 가을편지 (19화 차태현 등장음악)

## 경쟁 프로그램
- 일요일이 좋다
  - 패밀리가 떴다 (경쟁 프로그램)
  - 골드미스가 간다 (2부 프로그램)

- 해피선데이
  - 남자의 자격 (경쟁 프로그램)
  - 1박 2일 (2부 프로그램)

- 일밤
  - 노다지 (2부 프로그램)

## 오빠밴드 사전
1. ↑  진지남 : 베이스만 잡으면 진지해지거나 웃음기가 없는 동엽을 일컫는 말.
2. ↑  목데빌 :노래만 부르면 목과 눈주변이 빨개져서 흡사 악마와 비슷한 신동엽을 일컫는 말.
3. ↑  선혜윤 PD를 말한다. 선혜윤 PD는 신동엽의 아내이다.
4. ↑  하모니카 : 아동탁의 상황모면용 애교 주무기. 가끔 주책없이도 튀어나옴.
5. ↑  OO탁 : 아동탁, 구멍탁, 보컬탁, 하모니카탁, 드럼탁, 도마탁, 봉춤탁, 치매탁, 호루라기탁, 바보탁, 울컥탁, 꼬꼬탁 ..... 등등 탁재훈을 지칭함.
6. ↑  탁씨 : 아동탁이 짜증을 유발하는 행동시 부르는 짧고 강하게 지칭하는 말. (사용법: 이봐 탁씨, 어이 탁씨)
7. ↑  데릴사위 : 아동탁을 뜻함. 자화자찬하는 아동탁이 얄미운 다른 멤버들의 아동탁몰이.
8. ↑  유마에 : 오빠밴드의 리더 유영석을 뜻함.
9. ↑  늙은하늘 : 예전에는 푸른하늘이었으나 나이가 들어 젊은이들의 연애에 끼지 못하는 유마에를 말함. (유사어 : 잿빛하늘)
10. ↑  유영석 귀에 있는 점
11. ↑  항상 성격이 아줌마라서 붙여진 별명.
12. ↑  유영석의 귀에 있는 커다란 점으로 화날 때 빨간 불이 들어오는 마법의 돌기.
13. ↑  김이사 : 김구라 (유사어: 김매니저)
14. ↑  김구라의 턱이 나와서 붙여진 별명.
15. ↑  병아리 : 귀여운 외모로 인해 제작진에게 하사받은 성민이 별명이자 원래 별명이었다.
16. ↑  OO닭 : 병아리모습에서 벗어나 변신한 성민을 지칭함. 싸움닭, 소름닭, 오만쌈닭... (반대말:병아리)
17. ↑  록마에 유현상에게 하사받은 눈빛
18. ↑  오빠밴드 독산고 개학식 깜짝 공연 연습 때 성민이 개인기 연습 중에 붙여진 별명이다. (오빠밴드 12화 참조. 12화 이후로 록 병아리라는 별명이 붙었다.)
19. ↑  천재소년 : 김정모가 오빠밴드에서 맡고 있는 포지션. 아동탁이 구멍을 낸 악기들을 대신 치면서 생긴 별명. 또는 김정모가 모든 악기를 잘 연주해서 생긴 별명이기도 하다.
20. ↑  트랜스 : 트랙스를 지칭하는 말. 현영의 뮤직파티에서 MC 현영이 트랙스를 트랜스로 잘못 발음해서 붙여진 별명이다.
21. ↑  트랙스
22. 1 2  탁재훈
23. ↑  우리 결혼했어요에서 붙여진 별명. 또는 서인영이 항상 신상품을 추구해서 붙여진 별명이기도 하다.
24. ↑  쥬얼리 4집 타이틀 곡 슈퍼스타의 털기춤을 말한다.
25. ↑  홍경민이 항상 오빠밴드에서 성실하게 임해서(?)붙여진 별명
26. ↑  홍경민이 드럼을 잘 해서 붙여진 별명
27. ↑  뮤직파티 출연으로 오빠밴드가 검색어 2위까지 올랐으나 1위는 통계청을 넘지는 못하였다
28. ↑  김정모를 말한다. 김정모가 드럼을 잘 치고 얼굴도 잘생겨서 그런지 드럼계의 테리우스라는 별명을 얻었다.
29. ↑  신동엽: 신동엽의 아버지. 신동엽의 딸 신지효... 탁재훈: 탁재훈 부인... 유영석: 유영석의 아내... 김구라: 김구라의 어머니, 김구라의 부인, 김구라 아들 김동현... 서인영: 쥬얼리의 유닛 쥬얼리 S, 김정모, 성민: 성민 부모님, 슈퍼주니어의 김희철
30. ↑  라티노 애드리브송을 부를때 흥에겨워 나온 아동탁의 특기 이에 가짜 라틴어도 가세했다.
31. ↑  1. 4주후 촬영 대기 중에 오빠밴드(성민과 서인영 제외)가 라면을 다 먹었을 때 탁재훈이 막내 김정모에게 정리를 하라고 했다. 그래서 김정모는 정리를 해야 하는 막내의 설움을 겪어야 했다.
2. 병아리(성민)와 3대보컬 티파니의 사이를 질투한 정모가 까칠해진 사건
32. ↑  오빠밴드가 닭싸움을 할 때 탁재훈이 닭소리를 흉내내서 생긴 별명
33. ↑  록마에 : 유현상. 오빠밴드 4회에 나왔던 오빠밴드의 1대 초빙스승.
34. ↑  록마에 의해 오만을 외쳐되던 병아리와 병아리에서 싸움닭으로 진화한 성민을 일컫는 말.
35. ↑  5만 : 관객이 10명이 있어도 5만이 있듯이 하라는 록마에님의 자세
36. ↑  보컬테스트 할 때 김정모가 백두산의 "반말마"를 개사해 "일밤봐"를 불렀다. 가사는 "일밤봐 ×12. 꺄오!(이 쯤에서 유현상이 놀랬다.) 너희들 왜 일밤 안 보는 거야! 이제부터 일밤 부아~!(봐!)"였다. 그 결과, 유현상은 김정모에게 "너 어디 가서 노래 부르지 마라."라는 경고를 했다. 이 사건으로 시청자들이 폭소를 했다.
37. ↑  건마에 : 5회에 출연한 일일리더 김건모를 지칭하는 말. 속성아카데미원장
38. ↑  몰카 치고 미안한 마음에 김이사가 성민과 정모에게 하사한 위로음료
39. ↑  오빠밴드 멤버들이 성민과 정모를 골려주려고 몰래카메라 작전을 짰다. 그 내용에 성민과 정모 빠지라고 해서 정모는 이것이 사실인 줄 알았다. 오랜 무명시절을 겪어서인지 몰래카메라 이후 서러운 맘에 눈물을 보였다. 몰래카메라가 끝나자 형들은 정모에게 "너 없으면 오빠밴드 안 돼!"라고 달랬다. 그래서 김구라는 정모와 성민에게 바나나우유를 하사하게 된다. 그리고 오빠밴드는 슈퍼주니어 콘서트에 게스트로 섰다.
40. ↑  신현준
41. ↑  탁재훈이 안에 하모니카를 수박 안에 넣어서 "오! 수재너"를 연주해서 생긴 별명.
42. ↑  기자송 : 오빠밴드가 기자들을 낚는 낚시송인데 그 기자송으로 시청자들이 포복절도했다.
43. ↑  폴 앵카의 다이아나를 개사해서 했다.
44. ↑  오짜밴드 : 오빠밴드 = '오래보면 빠져드는 밴드'를 인용한 '오래보면 짜증나는 밴드'라는 의미.
45. ↑  탁재훈이 옥수수 안에 하모니카를 넣고 연주를 했다.
46. ↑  성민, 홍경민, 김구라가 프로젝트 그룹 현금인출기를 결성했는데 김구라가 보컬, 홍경민이 보컬, 1st 기타, 성민이 베이스, 보컬을 맡았다. 홍경민이 1st 기타를 연주해 김정모가 위기를 느꼈었다. 그리고 성민이 베이스를 연주해서 붙여진 별명이다. 이것 때문에 신동엽이 위기를 느낄 때도 있었다.
47. ↑  한민관이 개그콘서트에서 명함을 날리며 "스타가 되고 싶으면 연락해!"라는 유행어를 만들어냈었다. 이것을 응용해서 성민이 해맑게 웃으면서 오빠밴드 종이를 찢어서 날리는 것을 썼다.(호의호식하고 싶으면 연락해!)
48. ↑  귀신 병아리: 여고괴담을 패러디해서 찍을 때 슈퍼주니어 성민이 귀신 분장을 해서 붙여진 별명.
49. ↑  탁재훈. "여고괴담", "친구" 등을 패러디 할 때 탁재훈이 연출을 맡았다.
50. ↑  탁재훈이 성신여대 숙소에 들어설 때 했던 퍼포먼스. 트위스트 (가짜 라틴어도 가세했다.)
51. ↑  오빠밴드의 개인기 무대 때 김희철이 너무 오버를 한 탓에 드럼을 쳐서 붙여진 것
52. ↑  연기과 학생들이 에이트의 '심장이 없어'를 개사해서 '웃음이 없어'로 했다. 그리고 '웃자' 부분에서 '입만 산 구라 형처럼', '홍경민과 상큼이들(성민과 정모)처럼', '인영 누나 사랑해요' 그리고 '야, 유영석은?'에서 '아! 맞다!'로 시청자들이 포복절도했다. 이것으로 김구라는 '가사가 예술인데?'라고 호평했다.
53. ↑  탁재훈과 홍경민. 탁재훈과 홍경민이 한 미션을 받았는데 "3분 만에 바가지 3개를 머리 위에 올려라"라는 미션이었다. 그래서 바가지 올리기 연습을 하느라고 붙여진 별명이다.
54. ↑  스킨십을 싫어하는 신동엽과 김구라가 같이 재즈댄스를 추는데 신동엽이 여자 역을, 김구라가 남자 역을 맡았다. 신동엽이 김구라의 가슴을 쓸어내려서 시청자들이 경악했다.
55. ↑  탁재훈과 홍경민이 자신들의 머리에 바가지가 붙여진 헬멧을 쓰고 바가지를 발로 차 그 바가지 안에 넣는 미션이다. 그리고 이 미션은 3분 안에 2개를 올리는 건데 성공하면 11쌍의 커플들에게 혼수 지원금을 준다고 했다. 결국은 성공해서 혼수 지원금이 지원되었다.
56. ↑  유영석과 서인영이 같이 건반을 치는 것인데 같이 노래 부르면서 치는 건반이다.
57. ↑  김정모와 성민이 같이 하는 댄스다. MBC 《유재석 김원희의 놀러와》 《슈퍼주니어 특집》 때 《최고의 슈퍼맨을 찾아라!》라는 어워드가 있었는데 《슈퍼 예능인》 뽑기에서 성민이 모자댄스를 선보였다. 그 모자 댄스를 선보였는데 학습의욕이 없는 김정모가 워낙 몸치라서 성민의 애를 태웠다.
58. ↑  성민과 김정모가 초등학교 때 태권도를 배웠는데 둘이 똑같이 태권도 3단이다.
59. ↑  김정모가 성민에게 모자댄스를 배우다가 성민의 애를 태워서 성민이 까칠해졌다.
60. ↑  윤종신: 대학가요제 심사위원으로 나왔는데 동시간대 프로그램 패밀리가 떴다를 하고 있어서 최저점수 2.8점을 주어 시청자들의 눈길을 끌었다.
61. ↑  김태호 PD: MBC 무한도전의 담당PD, 대학가요제 심사위원으로 나왔는데 최고점 10점을 주었다.
62. ↑  오연수와 이재황, 쥬얼리 멤버들, 백지영은 개인연습 때 잠깐 나왔다.
63. ↑  MBC 엘리베이터 앞에 손을 소독하는 곳이 있는데 탁재훈이 손을 소독해서 붙여진 것이다.
64. ↑  신동엽이 베이스를 잡으면 웃음을 잃듯이 탁재훈은 2nd 기타(성민이는 대학가요제 당일날에 슈퍼주니어 해외 공연 일정 때문에 대학가요제에 불참했다.)를 잡아서 웃음을 잃었다.
65. ↑  첫 합주 때 탁재훈(2nd 기타로)과 신동엽(베이스로)이 연주했는데 김정모가 답답해서 "이게 무슨 숭구리당당이야!"라고 말했다.
66. ↑  대학가요제 장소.
67. ↑  김정모, 신동엽, 김구라를 말함.
68. ↑  유영석이 소속되었던 푸른하늘을 말함.
69. ↑  오빠밴드 집합장소
70. ↑  탁재훈을 말한다.
71. ↑  에픽하이를 말함.
72. ↑  서인영이 목에 걸고 있는 것인데 탁재훈이 불어서 서인영은 크게 경악했다.
73. ↑  가사 중에 "안되겠지"가 나오면 김구라가 X표를 들고 추는 것이다.
74. ↑  성민이 긴장해서 붙여진 별명.
75. ↑  성민이 연습할 때 애 먹어서 고생했다.
76. ↑  가사 중, "아라리요"를 바꾸어서 "구라리요"로 개사했다.
77. ↑  성민이 인순이의 밤이면 밤마다를 부를 때 오빠밴드 멤버들이 몰라를 연속해서 부른 것이다.
78. ↑  성민과 서인영을 말한다.
79. ↑  탁재훈이 차태현에게 핫도그를 줄 때 신동엽이 왜 소리나는 핫도그를 주냐며 이런 말 저런 말 했다.
80. ↑  아동탁 유료공연이 몇십만원이라는 이유로 멤버들이 다 집단반발했다.
81. ↑  사진에 김구라가 가르마를 타고 나왔다.
82. ↑  사진에 있는 성민을 말한다.
83. ↑  대학가요제 이후로 유영석은 김구라에게 코러스 금지령을 내렸다.
84. ↑  유마에 유영석을 말한다.
85. ↑  신동엽을 말함.
86. ↑  신동엽과 성민을 말한다.
87. ↑  오빠밴드가 메탈에 빠져들에서 나온 춤
88. ↑  차태현을 말한다.
89. ↑  김장훈을 말한다.
90. ↑  밥말리로 분장한 유마에를 말한다.
91. ↑  성민이 기타칠 때 앉았다 섰다를 했다.
92. ↑  오! 수재너 연주 할 때 아동탁이 댄스를 했다.
93. ↑  오빠밴드 개인기 무대 때 성민이 마이클 잭슨의 "Billi Jean"을 재연했다.
94. ↑  김정모 팬클럽이 11900원이라고 소리쳤는데 아동탁이 쇼핑송을 불렀다.
95. ↑  대부분 멤버 팬클럽이 5만이라고 소리쳤는데 성민이 록마에 정신으로 "5만눈빛"을 발사했다.
96. ↑  김정모가 홍경민과 코러스를 할 때 가성으로 했는데 이것으로 오빠밴드 제작진이 소름끼치다고 평가했다.
97. ↑  같은 소속사 선배인 김정모와 성민을 응원하러 왔음.
98. ↑  슬픈 인연 피쳐링에 참여했다.
99. ↑  오빠밴드 자작곡 돈 쓸 시간이 없다 피쳐링에 참여했음.
100. ↑  유마에가 회의 때 울어서 김 매니저가 하사한 것.
101. ↑  오케스트라랑 공연하고 싶은 마음.
102. ↑  아동탁이 보컬탁에서 드럼탁으로 복귀했음.
103. ↑  신동엽이 봄 여름 가을 겨울 부를 때 목이 빨개져서 선PD가 목데빌 부활로 지었다.
104. ↑  홍드럼 홍경민이 멤버들에게 선물을 하사했는데 각 멤버들에게 오빠밴드 목걸이를 선물했다. 유영석 - 휴대용 뚜뚜소리나는 물건, 신동엽 - 베이스 줄, 탁재훈 - 하모니카, 김구라 - 홍경민의 앨범, 트랙스 김정모 - 기타 줄, 쥬얼리 서인영 - 미니 하모니카 목걸이
105. ↑  유영석이 오빠밴드 콘서트 전에 분장할 때 박춘석과 닮았다고 해서 붙여진 별명
106. ↑  오빠밴드 14화 때 김정모가 시계를 갖고 싶다고 얘기를 했는데 신동엽이 김정모에게 하사한 선물
107. ↑  오빠밴드 멤버들이 영상편지를 찍었는데 이것으로 오빠밴드 팬들과 시청자들이 모두 울었다.
108. ↑  탁재훈이 "오! 수재너"를 오케스트라 버전으로 연주했는데 유영석이 지휘를 맡았다.
109. ↑  영상편지 때 김구라 파트에서 화면이 잘못되어 턱 부분이 쏠린 현상이 일어나서 시청자들이 포복절도 했다.
110. ↑  성모밴드 : 성민과 정모의 꿈의 밴드. 기타 - 성민, 김정모, 베이스 - 구혜선, 키보드 - 이승기, 보컬 - 윤상현, 드럼 - 희철로 구성. 이 기사를 형들에게 들키자 형들이 크게 불만을 표시했다고 합니다.
111. ↑  유영석이 오빠밴드 촬영 도중에 갈비뼈가 3개나 부러져서 김건모 콘서트에 참여하지 못했는데 김건모가 건마에라는 별명을 얻고 그 사건 이후로 유영석은 신경이 날카로워졌다고 한다.
112. ↑  오빠밴드가 쏘리쏘리 록버전, 슈퍼스타 록버전을 불렀다.
113. ↑  이 시기에 드러머 홍경민이 영입되었고 폭우가 온 김에도 불구하고 공연이 무사하게 끝났다. 공연 도중 오빠밴드 멤버 소개 레게파티 때 탁재훈의 활약으로 큰웃음을 선사했다.
114. ↑  오빠밴드가 다이아나를 패러디해서 다이하나로 개사해 큰웃음을 주었고 기자송으로 시청자들이 포복절도했다.
115. ↑  이 공연 때문에 오빠밴드 멤버들과 스태프들이 모두 고생을 했다.
116. ↑  연기과 학생 4명이 8eight의 심장이 없어를 개사를 해 큰 웃음을 주었다. 그리고 성신여대생들이 2NE1의 《I Don't Care》를 성악 버전으로 불렀다.
117. ↑  개인기 공연 때 탁재훈과 홍경민은 머리 위에 바가지 올리기 (이 미션을 성공하면 11쌍 커플들에게 혼수지원금을 준다고 했습니다.), 성민과 김정모는 모자댄스 (댄스 연습 때 김정모가 몸치라서 성민의 애를 태웠다고 합니다.), 서인영과 유영석은 커플 건반 연주, 신동엽과 김구라는 커플 재즈댄스를 선보였다. (신동엽이 김구라의 가슴을 쓸어내려서 시청자들이 경악했다고 합니다.)
118. ↑  엔딩무대를 장식했는데 탁재훈의 목 상태가 좋지 않아 나 어떡해를 아쉽게 불러서 시청자들에게 큰 아쉬움을 남겼다.
119. ↑  오빠밴드가 슈퍼주니어 콘서트 때 쏘리쏘리를 록 버전으로 불렀다.
120. ↑  슈주콘서트 오프닝 준비로 참여하지 못함
121. ↑  오빠밴드 멤버를 소개하는 노래다. 유영석: 김건모 때문에 화가 난 멤버. 신동엽: 웃음을 잃은 멤버. 탁재훈은 신동엽의 아내 선혜윤 PD가 바빠서 못 온 관계로 웃음을 되찾았다고 가사를 넣어서 큰웃음을 선사했다. 홍경민: 새로 온 멤버. 쥬얼리 서인영: 여자 멤버(?) 서인영 소개에 서인영 청년팬들이 모두 쓰러지는 사건이 있었다. 트랙스 김정모: 잘 생긴 멤버. 탁재훈이 "얘 (김정모) 없으면 오빠밴드 안돼요" 라고 시청자들에게 웃음을 선사했다. 슈퍼주니어 성민: 오빠밴드의 막내. (?) 성민 소개에 성민 팬들이 모두 열광을 했었다.
122. ↑  웃음을 잃은 오빠밴드 멤버들을 노래하는 음악. 가사는 웃음 잃은 동엽이. 베이스치나 다이하나. 댄스하던 성민이. 기타치다 다이하나. 천재소년 김정모. 답답해서 다이하나. 건반치던 유영석. 점 때문에 다이하나...이다. 그리고 가사 중에 "끈끈한 점 때문에"가 있는데 이 가사로 시청자들이 모두 포복절도 했다.
123. ↑  기자간담회에서 기자들을 위해 만든 낚시노래. 그리고 마지막 가사에 "신현준은 코끼리였대요. 과자를 주면은 코로 받지요 (코끼리 송)"를 부를 때 기자들과 시청자들이 모두 포복절도했다.
124. ↑  유영석 작곡. 서인영 작사로 서인영이 어떤 루머에도 흔들리지 않겠다고 하는 노래.
125. ↑  탁재훈, 김정모 작곡. 김정모 작사로 오빠밴드 멤버들 사이에 김장훈의 노래랑 흡사하다는 논란이 있었다.
126. ↑  제1회 자작곡 우승곡-돈버는 기계가 된듯한 가장의 외침을 담은곡 (김구라 작사) 포인트 가사: "오늘도 난! 돈 쓸 시간이 없다", "어차피 인생은 Easy come Easy go!" 마지막 화에서는 김구라의 아들 김동현이 피쳐링에 참여했다.
127. ↑  안미리 아이들의 꿈에 대한 동요 (성민작사)
128. ↑  오빠밴드가 나미의 슬픈 인연을 발라드 버전과 레게 버전을 불렀다. 발라드 버전 보컬: 인영. 레게버전 보컬: 재훈 13화 랩: 슈퍼주니어 희철, 마지막 화 랩: 쥬얼리 주연
129. ↑  오빠밴드는 짖궂은 미션을 냈는데, "풀잎"하면 신랑이 신부에게 뽀뽀를, "이슬"하면 신부가 신랑에게 뽀뽀를, "햇살"하면 신랑 신부 두 커플이 동시에 뽀뽀하는 짖궂은 미션이 있었다. 그래서 할 때마다 키스세례가 봇물처럼 쏟아져 나왔다.
130. ↑  에픽하이와 함께 힙합 버전으로 해서 탄생되었다.
131. ↑  로큰롤로 재탄생되었는데 성민이 고생한 노력으로 병아리에서 싸움닭(혹은 록 병아리)으로 돌변했다.
132. ↑  내가 선택한 길: 탁재훈의 데뷔곡이자 불후의 명곡인데 개다리 춤으로 유명하다. 오빠밴드의 리메이크로 "Easy Way"로 제목이 변경되었다.
133. ↑  건마에 콘서트 때 앙코르로 연주했다. 또한 오빠밴드 옥션 콘서트 때 연주했는데 유영석의 건반까지 가세했다. 그리고 마지막 회 때는 오케스트라까지 가세했다.
134. ↑  수업에서는 반말마 대신 오빠가로 개사하여 부름
135. ↑  원래는 붉은 노을로 하려했으나 컨디션 저하로 연습도중 《젊은 그대》로 공연곡을 바꾸었다.
136. ↑  Rock Version으로 했는데 오케스트라까지 가세했다.